# Unsinnsgesellschaft

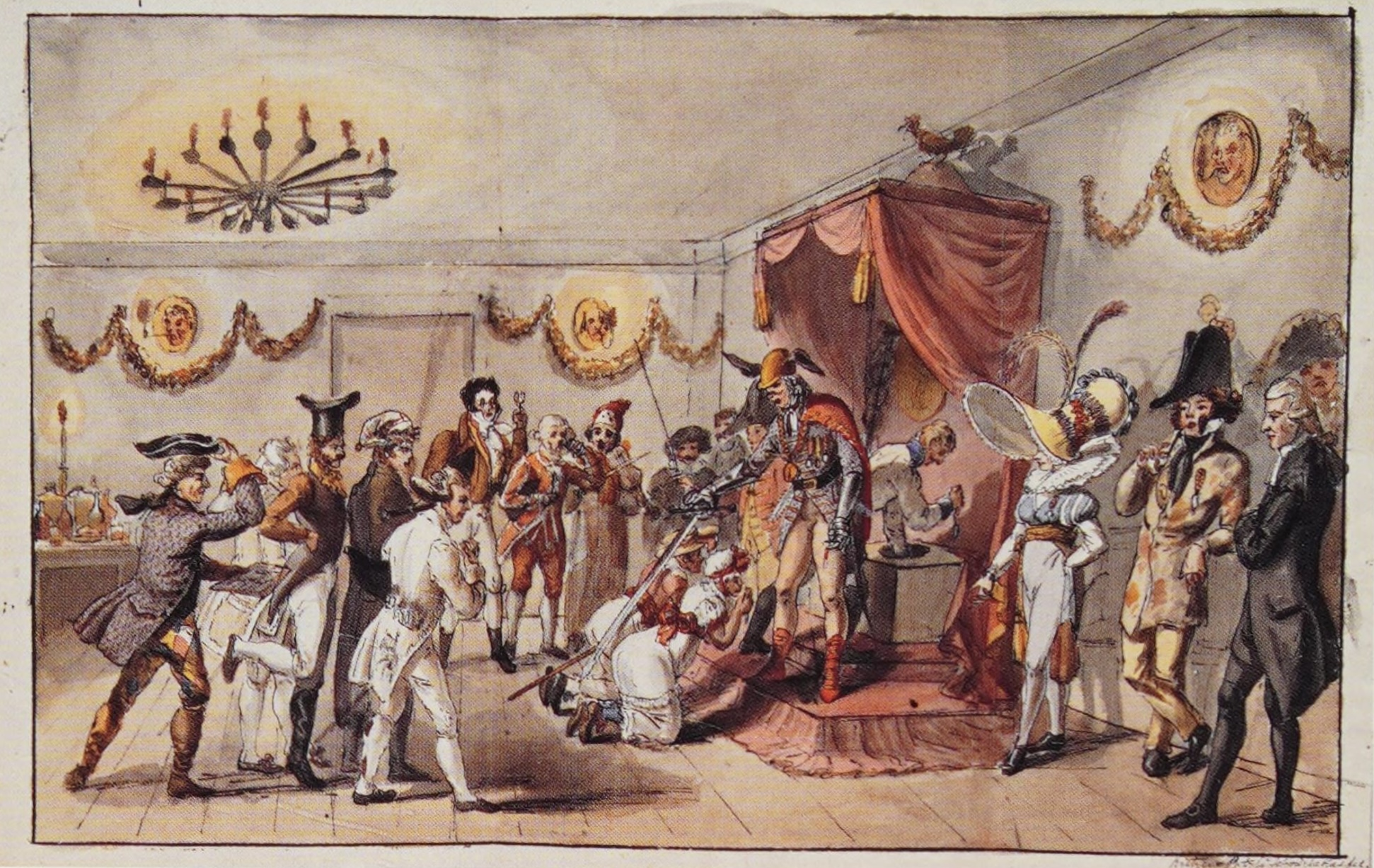
Zur Unsinniade 4. Gesang. Aquarell von Ernst Welker (31. Dezember 1817)

Die Unsinnsgesellschaft war eine Künstler-Brüderschaft in Wien, die sich von April 1817 bis Ende 1818 regelmäßig traf. Ihr gehörten unter anderem bedeutende Künstler der Biedermeierzeit an wie August von Kloeber, Johann Nepomuk Hoechle, August Kopisch, Josef und Leopold Kupelwieser sowie Franz Schubert.
Alle 25–30 Mitglieder waren Männer, mit Ausnahme von Therese Fellner, der Besitzerin des Gasthauses, in welchem sie sich trafen. Zwei von ihnen hatten innerhalb der Unsinnsgesellschaft Frauennamen, wie Johann Carl Smirsch, der dafür bekannt war, dass er Frauenkleider und Pfauenfedern trug.

## Aktivitäten der Unsinnsgesellschaft

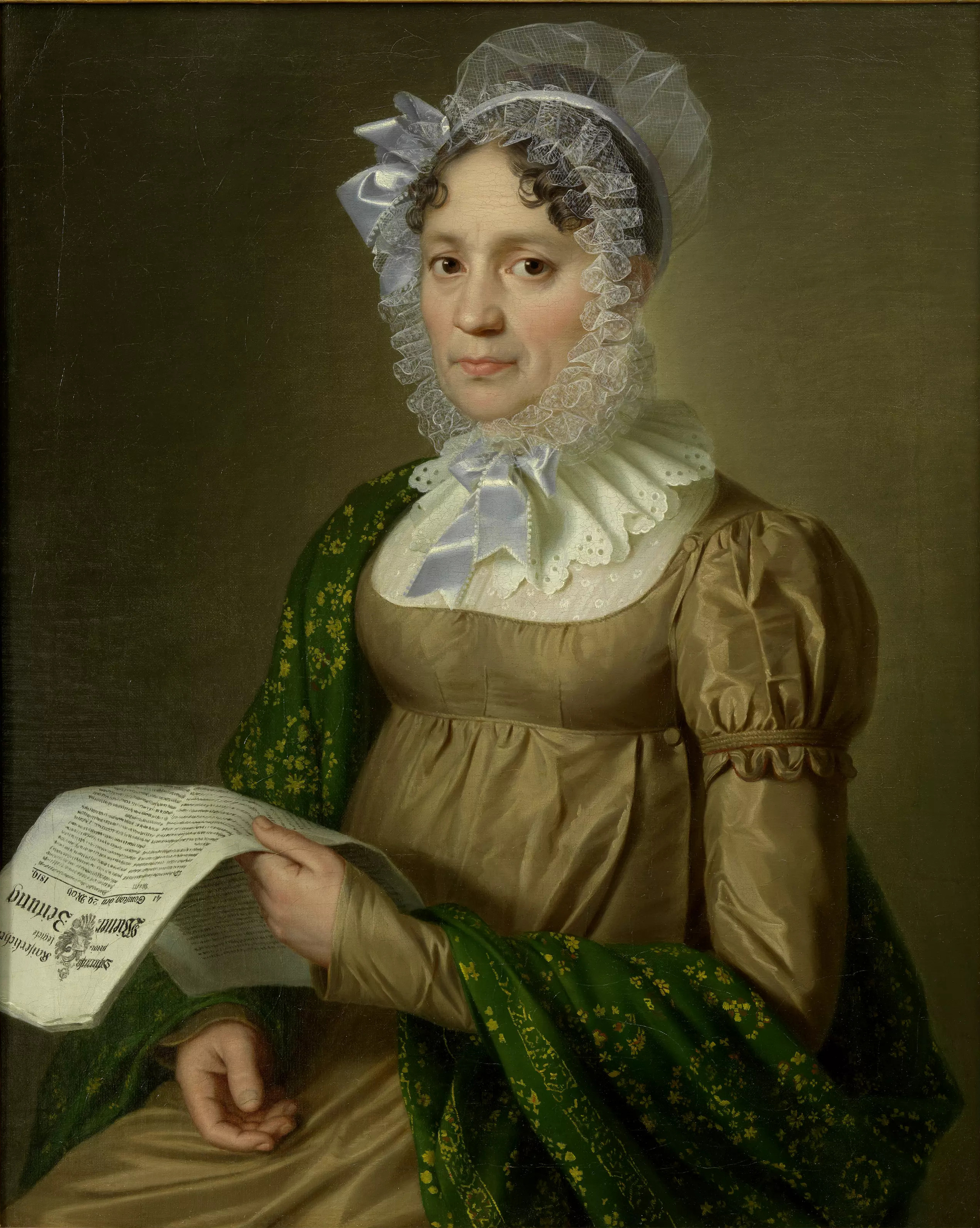
Therese Fellner (1819)

Die Mitglieder trafen sich einmal wöchentlich, jeweils Donnerstags, im Gasthaus „Zum rothen Hahn“ an der Landstraßer Hauptstraße 40 in Wien.

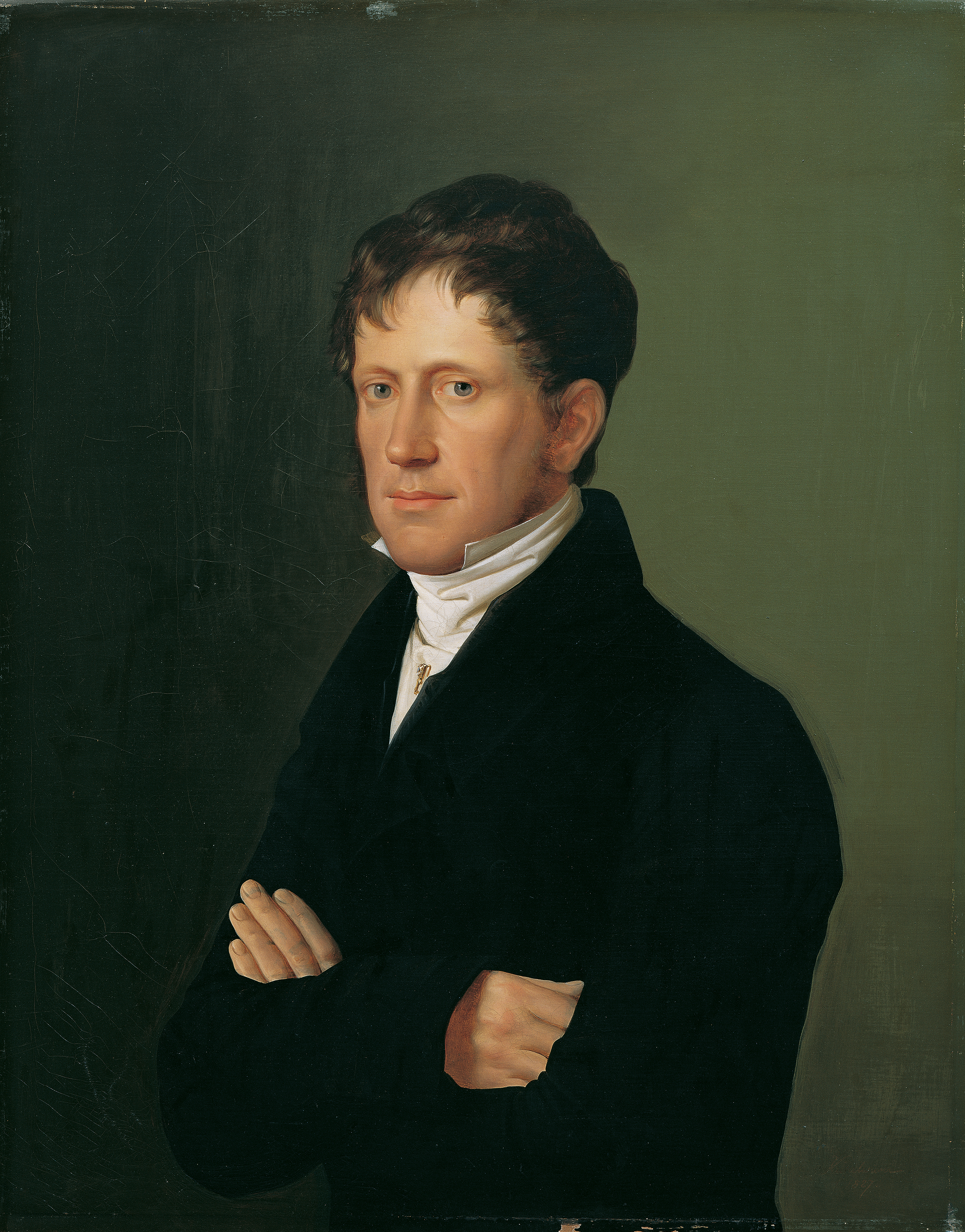
Leopold Kupelwieser

### Archiv des menschlichen Unsinns
Das handschriftliche, wöchentlich gestaltete Vereins-Heft Archiv des menschlichen Unsinns – ein langweiliges Unterhaltungsblatt für Wahnwitzige enthielt unterschiedliche Texte, Aufsätze, kurze Theaterstücke und Illustrationen (beispielsweise Aquarelle). Weil viele Mitglieder malerisch begabt waren, sind die entstandenen Bilder ein wichtiger Teil der gesamten künstlerischen Produktion. Sie travestieren unter anderem auch die akademische Malerei der Zeit. Die Illustrationen zweier aufwendig gestalteter Feste geben Einblick in die ausgelassene junge Künstlergemeinschaft. 29 Hefte (von 86) sind erhalten.
Die Texte enthalten zahlreiche Anspielungen auf aktuelle Tagesgeschehnisse, politische Ereignisse, Klassiker-Parodien sowie ein komisches Epyllion in elegischen Distichen (Die Unsinniade von Joseph Kupelwieser). Sie spotten mittels teils derben Witzen, doppeldeutigen Wortspielen und Metaphern, aber auch Komödien, sarkastischen Texten und absurden Theaterstücken über die privaten Angelegenheiten des Vereines, und Themen wie aktuelle Ereignisse, neue Entdeckungen, Kunst, Literatur und das alltägliche Leben.

#### Format und Gliederung
Die Hefte – alle im gleichen Format mit einem Bild versehen – wurden im Kreis herumgereicht. Sie beginnen jeweils mit einem witzigen Motto, wie beispielsweise:

„Nehmt die Bürsten in die Hand, laßt uns tapfer wichsen!“

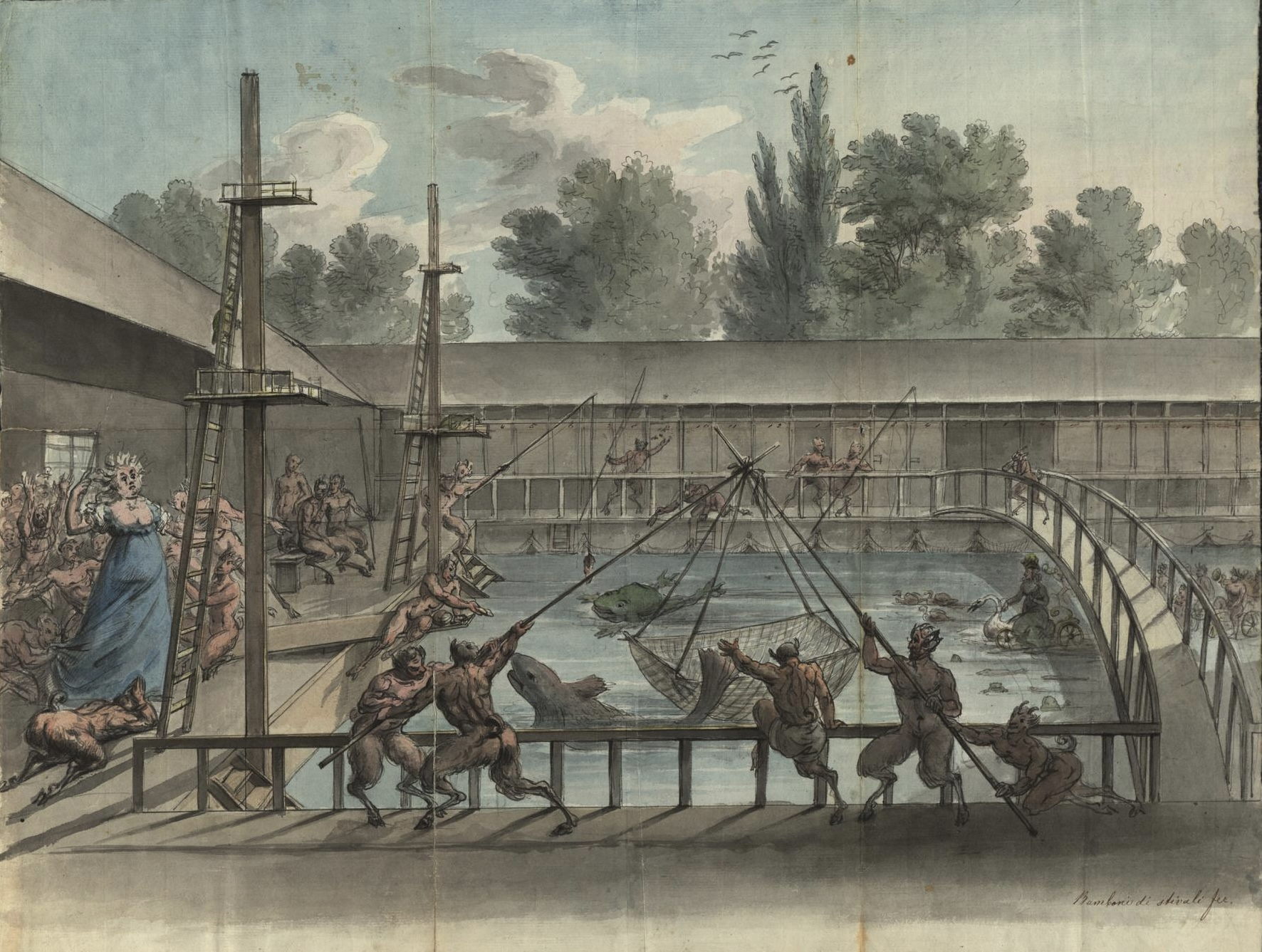
Illustration zu Fang des Fisches und des Frosches (2. Teil von Musas Fluch und die Verwandlung der Jünglinge). Aquarell von Tobias Raulino (12. Februar 1818).

Alle Hefte sind in Rubriken gegliedert:
- Politica oder Politisches Allerlei
- Schöne Literatur: Kurzgeschichten (z. B. Die Fee Musa oder die verwandelten Jünglinge), kleine Theaterstücke (Barbarey ohne Größe oder Mord, Brand, Blut, Dolch und Frevel), Gedichte
- Wissenschaftliche Gegenstände (Naturgeschichte des Bockes, Abhandlung über die Brüche)
- Avertissements (im ersten Jahrgang) oder Intelligenzblatt (im zweiten Jahrgang): Informationen, Kleinanzeigen, Annoncen
- Zum Kupfer: Beschreibung der Illustration (jeweils ein Aquarell oder eine Federzeichnung)

### Unsinniaden
Zwei große Feste, sogenannte Unsinniaden, wurden im ersten Jahr geplant und in Privatwohnungen gefeiert: Silvester 1817 wurde bei Peter Senft („Ephraim Spitznabel“) begangen und das erste Stiftungsfest des Vereins am 18. April 1818 bei Gottfried Beyer („der neue Quartiermeister“). Beide wohnten im Haus des Café Wallner auf der Landstraßer Hauptstraße 32.

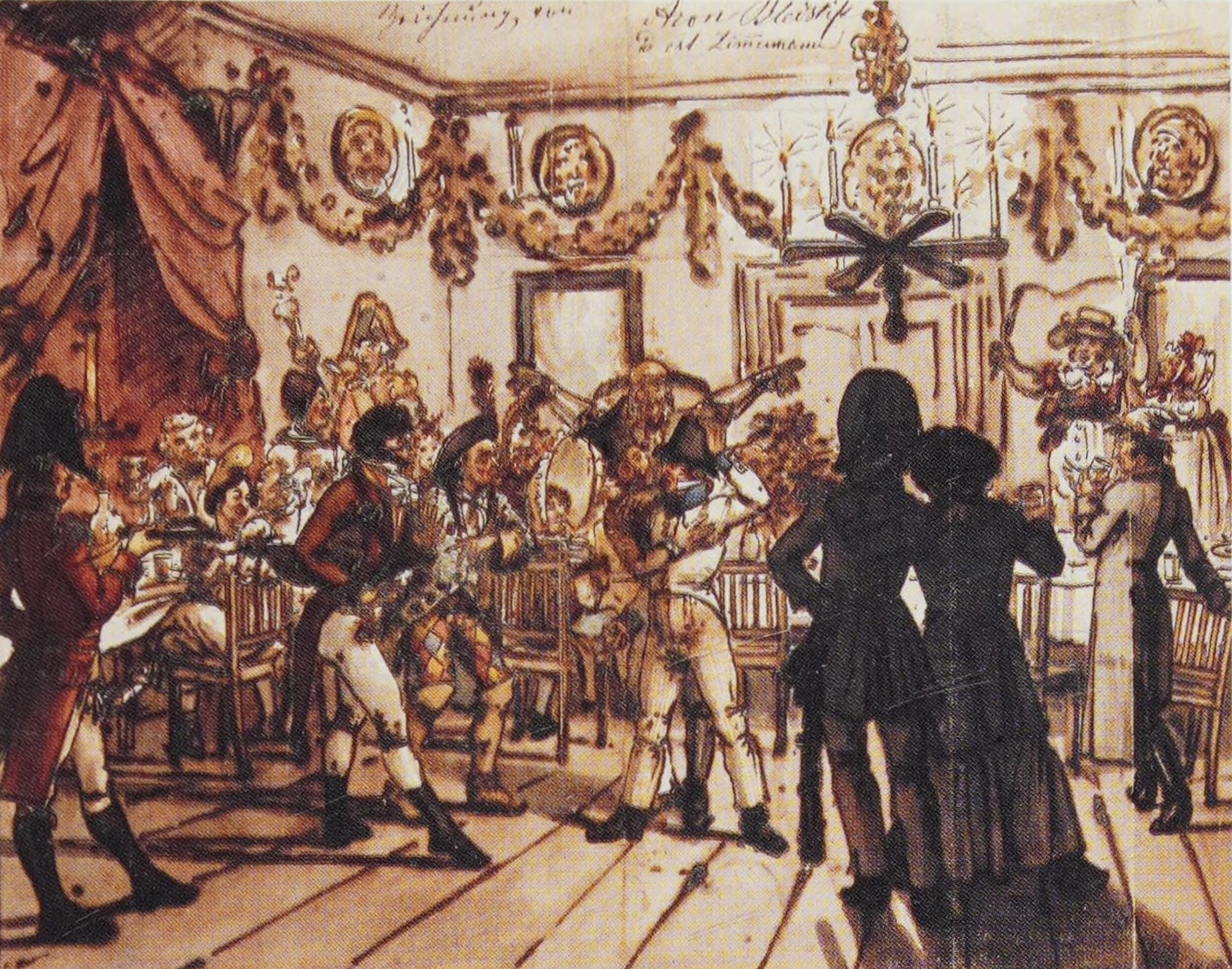
Zur Unsinniade 1. Gesang. Aquarell von Carl Friedrich Zimmermann (31. Dezember 1817)

Die Feste bzw. bereits die Vorbereitungen dazu wurden in den Heften angekündigt. Um diese „schubreichen“ Tage – wie es in der Beschreibung des ersten Festes formuliert wird – für die Nachwelt zu schildern, stellten die Mitglieder die illustrierten Festakten her, die nun im Historischen Museum aufbewahrt sind. Ein drittes (kleineres) Fest war der Namenstag der „Generalquartiermeisterin“ (Therese Fellner) am Theresientag (15. Oktober) 1818. Bei diesem Anlass wurden ihr ein Gedicht, ein Drama, ein Bild und mehrere kleinere Beiträge – fast das ganze Heft – gewidmet. Am 3. Dezember 1818 machte man schon Pläne für die nächste bevorstehende Silvesterfeier. Weil die letzten Hefte verschollen sind, ist nicht bekannt, ob diese tatsächlich stattfand.

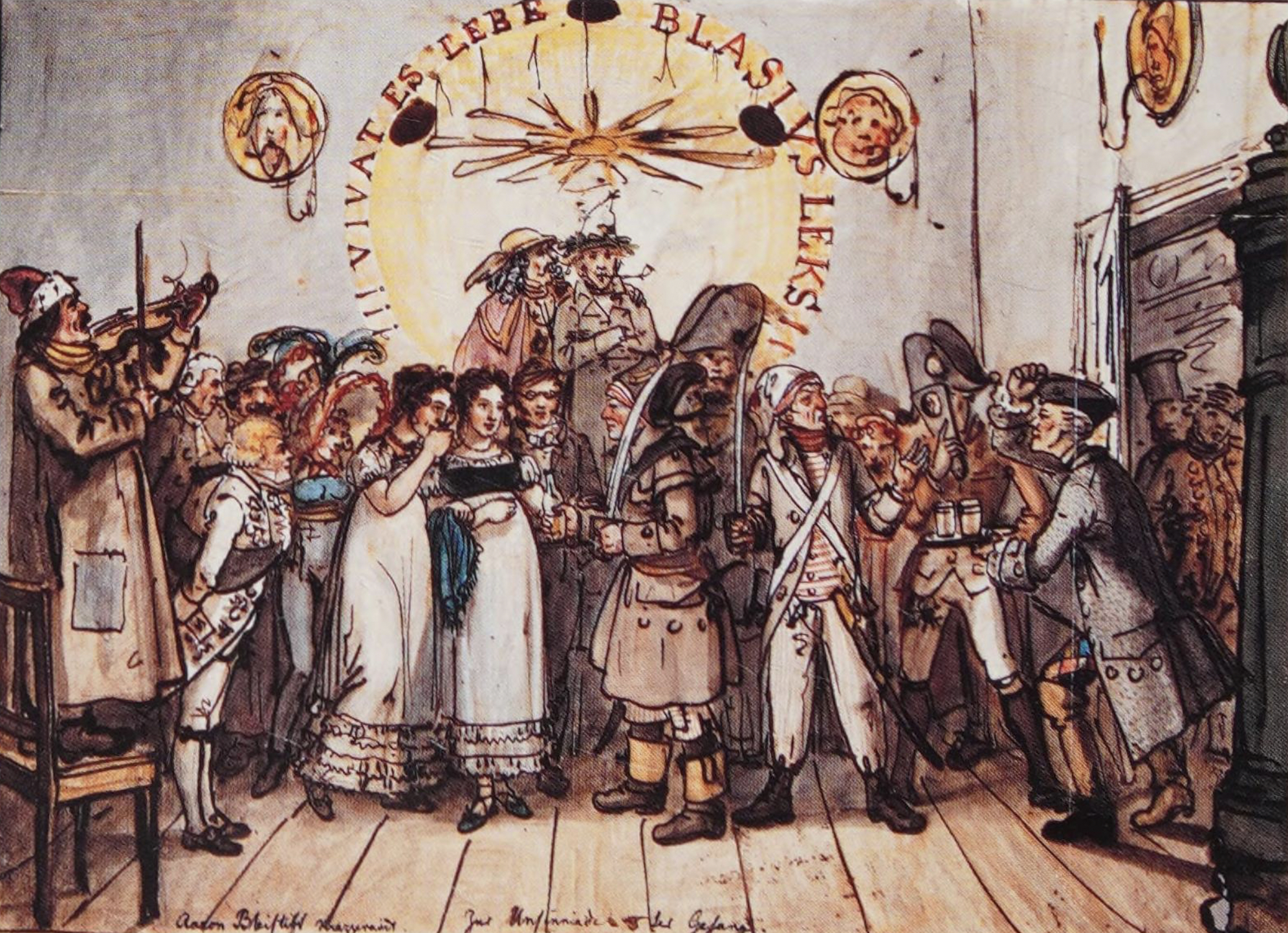
Zur Unsinniade 5. Gesang. Aquarell von Carl Friedrich Zimmermann alias Aaron Bleistift (31. Dezember 1817). Ganz in der Mitte mit Brille soll Franz Schubert abgebildet sein.

„Preise unsinnige Muse die Nacht, wo göttlich entzücket,
   zu Insanius Sitz, opfernd die Priester genaht.
Zwerchfell erschütternd hat oft schon der Unsinn die Brüder umfangen,
   doch wie er diesmal gewirkt, zeuge der Feyergesang.
Festlich schmücken Kränze im bunten Gemische die Wände
(…)
Noch von der Feyer des wechselnden Jahres erglühten die Herzen,
   noch dem verbrüderten Freund theilt sich manch inniger Kuß,
und in der Runde erklangen melodisch die blinkenden Humpen,
   hoch sind die Sinne erfreut durch den erheiternden Wein.
(…)
   Laune und Frohsinn gedeih'n, frohe Gesänge erschalln,
und bey der Klampfe lockenden Ton bewegen die Füße
   mit geflügelten Schritt sich im gemeßenen Takt.
Himmlischer Tanz! Du bist dem Sitze der Götter entflohen,
   pflantztest ein höh'res Gefühl in des Menschen Gemüth;
und den Unsterblichen gleich, die froh durch die Himmel sich wälzen,
   waltzt auch der schwächere Mensch lustig im Kreise herum.“

## Mitglieder

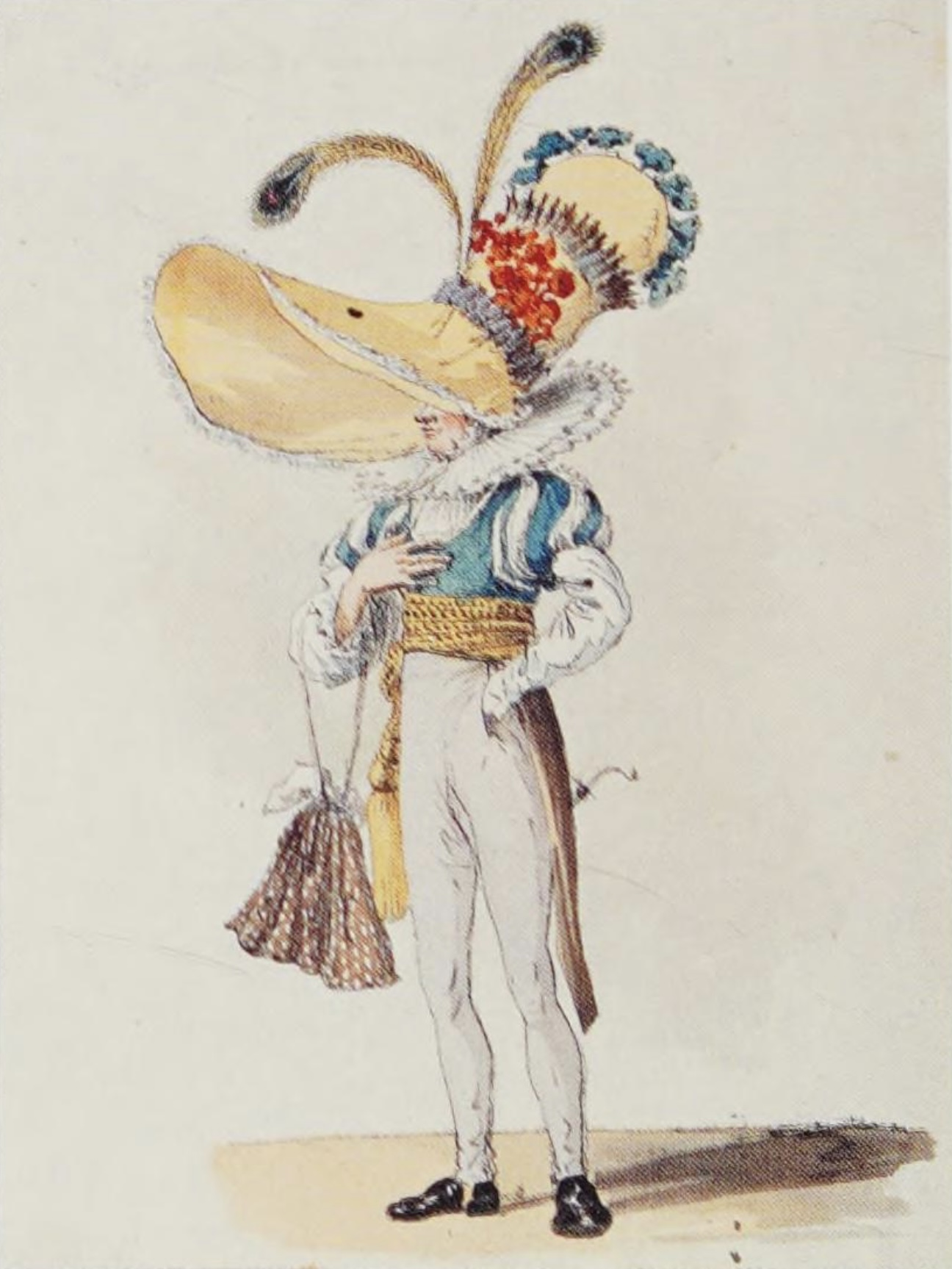
Johann Carl Smirsch alias Nina Wutzerl.

Die Mitglieder der Unsinnsgesellschaft hatten innerhalb ihres Kreises Decknamen. Diese sind im ersten Heft der Vereins-Zeitschrift Archiv des menschlichen Unsinns (17. April 1817) mit den Klarnamen aufgeschlüsselt:

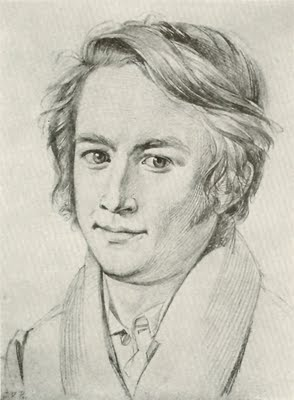
August Kopisch

- Eduard Anschütz: „Schnautze Redacteur“
- Gustav Anschütz: „Sebastian Haarpuder“
- Ferdinand Dörflinger: „Elise von Antifi, geb. Gagarnadl“
- Carl Peter Goebel: „Rafaele van der Riso di Zaardam“
- Franz Goldhann: „Ultimus“
- Johann Nepomuk Höchle: „Kratzeratti Klanwinzi“
- Johann Georg Kettel: „Primo Amoroso“
- August von Kloeber: „Goliath Pinselstiel“
- August Kopisch: „Galimathias Hirngespinst“
- Ludwig Kraißl: „Pinselmo Schmieraliri“
- Josef Kupelwieser: „Blasius Leks“
- Johann Kupelwieser: „Chrisostomus Schmecks“
- Leopold Kupelwieser: „Damian Klex“
- Tobias Dionys Raulino: „Bubone di Stivali“
- Johann Peter Senft: „Ephraim Spitznabel“
- Johann Carl Smirsch: „Nina Wutzerl“
- Franz Swoboda: „Thadäus Baron von Buh“
- Julius Swoboda: „Crispinus Baron von Buh“
- Ernst Welker: „Kritzli Batzli“
- Georg Wiedermann: „Semprestà“
- Carl Friedrich Zimmermann: „Aaron Bleistift“, auch „Inkoff“
- Franz Seraphicus Zöpfl: „Zeisig, Vice Redacteur, Serafino Pittura“

Angeblich Franz Schubert

Gemäß Heinrich Anschütz gehörte auch Franz Schubert zu den Mitgliedern dieser Unsinnsgesellschaft:

„Franz Schubert war eines der thätigsten Mitglieder der ehemaligen fröhlichen Unsinnsgesellschaft. Dort hatten meine Brüder seit Jahren mit ihm in intimster Weise verkehrt und durch meine Geschwister kam er auch in mein Haus.“

## Literatur

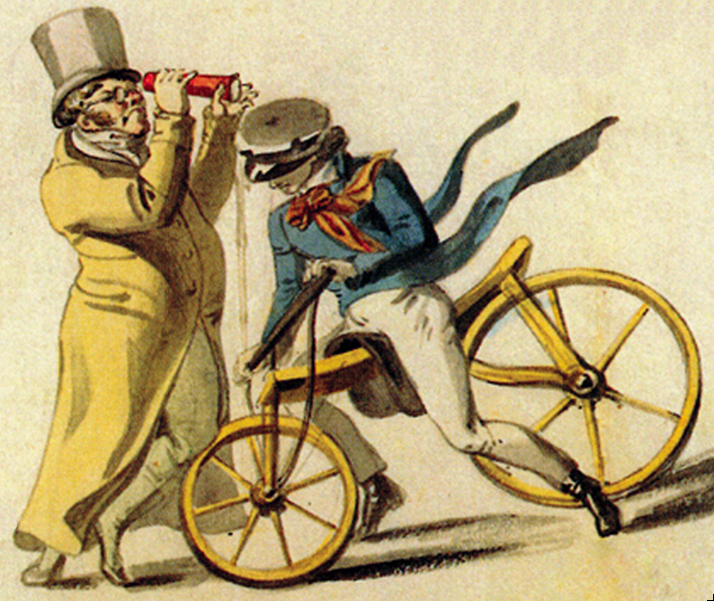
Das Kaleidoskop und die Draisine, Leopold Kupelwiesers Karikatur von sich selbst und Schubert (16. Juli 1818).